# Julius Kaftan

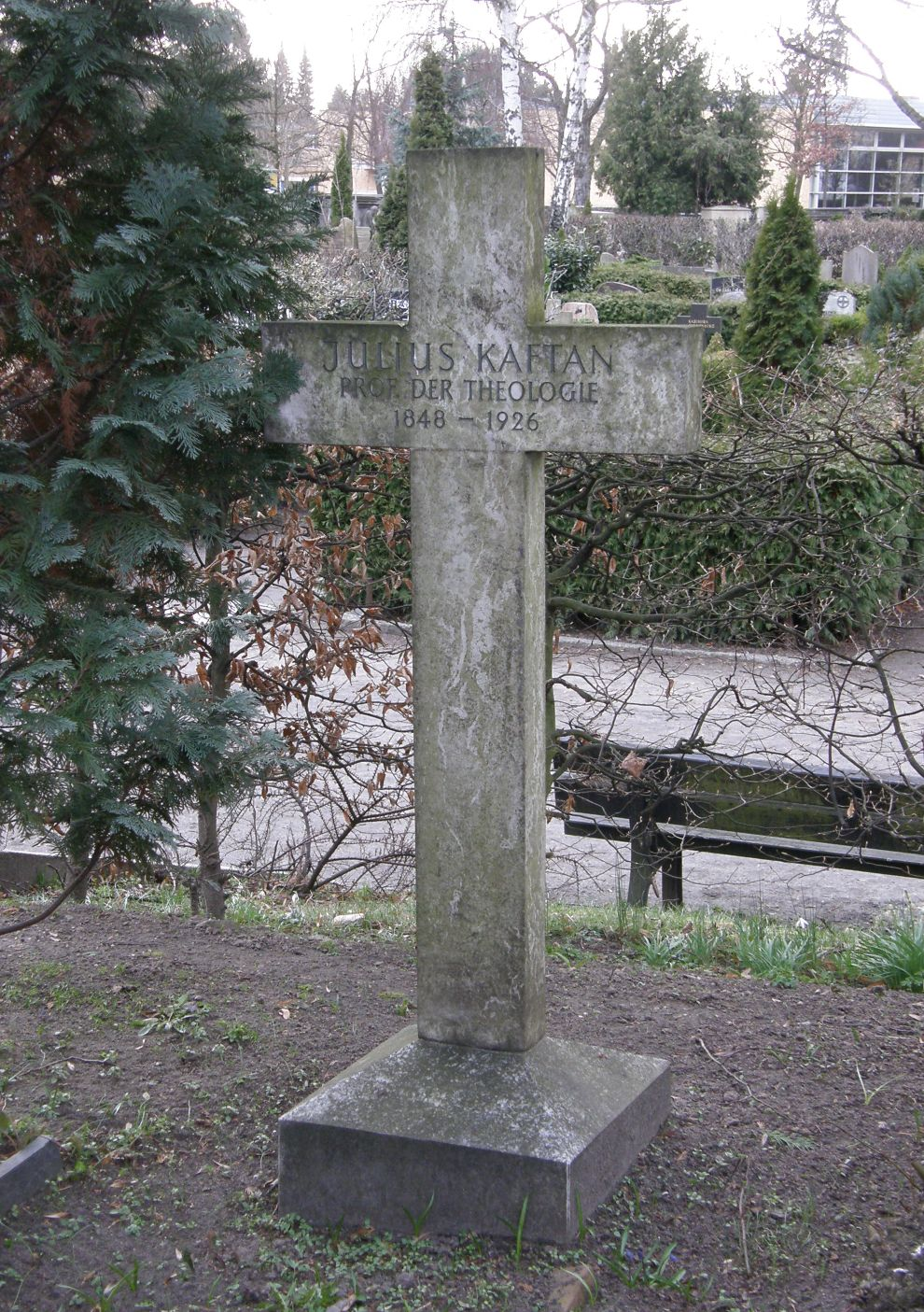
Julius Kaftans grav.

Julius Wilhelm Martin Kaftan, född den 30 september 1848 nära Åbenrå, död den 27 augusti 1926 i Berlin-Steglitz, var en tysk protestantisk teolog. Han var bror till Theodor Kaftan.
Kaftan blev 1873 extra ordinarie och 1881 ordinarie professor i Basel samt var 1883–1921 professor i Berlin. Han brukar betraktas som huvudrepresentanten för den högra flygeln inom den från Albrecht Ritschl utgångna teologiska riktningen. Bland hans skrifter märks Die Predigt des Evangeliums im modernen Geistesleben (1879), Das Wesen der christlichen Religion (1881; 2:a upplagan 1888), Die Wahrheit der christlichen Religion (1888), Dogmatik (1897; 6:e upplagan 1909) och Zur Dogmatik (1904).